# Georgij Ėduardovič Berchman
Georgij Ėduardovič Berchman (in russo Георгий Эдуардович Берхман?; 1854 – 1929) è stato un militare russo.
Generale dell'Armata imperiale russa durante la prima guerra mondiale, era al comando del I Corpo dell'Armata del Caucaso durante il primo scontro fra russi e ottomani subito dopo l'inizio delle ostilità sul fronte del Caucaso.